# Góra Włodowska (gromada)
Góra Włodowska – dawna gromada, czyli najmniejsza jednostka podziału terytorialnego Polskiej Rzeczypospolitej Ludowej w latach 1954–1972.
Gromady, z gromadzkimi radami narodowymi (GRN) jako organami władzy najniższego stopnia na wsi, funkcjonowały od reformy reorganizującej administrację wiejską przeprowadzonej jesienią 1954 do momentu ich zniesienia z dniem 1 stycznia 1973, tym samym wypierając organizację gminną w latach 1954–1972.
Gromadę Góra Włodowska z siedzibą GRN w Górze Włodowskiej utworzono – jako jedną z 8759 gromad na obszarze Polski – w powiecie zawierciańskim w woj. stalinogrodzkim, na mocy uchwały nr 24/54 WRN w Stalinogrodzie z dnia 5 października 1954. W skład jednostki weszły obszary dotychczasowych gromad Góra Włodowska-Wieś, Góra Włodowska-Kolonia, Kotowice-Wieś i Kotowice-Kolonia ze zniesionej gminy Włodowice w tymże powiecie, a także oddział leśny nr 17B z Nadleśnictwa Rzeniszów. Dla gromady ustalono 11 członków gromadzkiej rady narodowej.
1 stycznia 1956 gromada weszła w skład nowo utworzonego powiatu myszkowskiego w tymże województwie
20 grudnia 1956 województwo stalinogrodzkie przemianowano (z powrotem) na katowickie.
1 stycznia 1958 z gromady Góra Włodowska wyłączono kolonię Bory, włączając ją do miasta Myszkowa w tymże powiecie.
31 grudnia 1959 gromadę zniesiono, a jej obszar włączono do nowo utworzonej gromady Kotowice w tymże powiecie.